# 紀元前654年
紀元前654年（きげんぜん654ねん）は、西暦（ローマ暦）による年。紀元前1世紀の共和政ローマ末期以降の古代ローマにおいては、ローマ建国紀元100年として知られていた。紀年法として西暦（キリスト紀元）がヨーロッパで広く普及した中世時代初期以降、この年は紀元前654年と表記されるのが一般的となった。

## 他の紀年法
- 干支 : 丁卯
- 日本
  - 皇紀7年
  - 神武天皇7年
- 中国
  - 周 - 恵王23年
  - 魯 - 僖公6年
  - 斉 - 桓公32年
  - 晋 - 献公23年
  - 秦 - 穆公6年
  - 楚 - 成王18年
  - 宋 - 桓公28年
  - 衛 - 文公6年
  - 陳 - 宣公39年
  - 蔡 - 穆侯21年
  - 曹 - 昭公8年
  - 鄭 - 文公19年
  - 燕 - 襄公4年
- 朝鮮
  - 檀紀1680年
- ユダヤ暦 : 3107年 - 3108年

## できごと

### 中国
- 晋の献公が賈華を派遣して屈を攻撃させた。夷吾は狄に逃れようとしたが、郤芮の助言に従って梁に逃れた。
- 斉・魯・宋・陳・衛・曹の連合軍が鄭を攻撃し、新密を包囲した。
- 楚軍が鄭を救うため許を包囲した。斉を中心とする諸侯の連合軍は許を救援して、帰還した。
- 許の僖公が捕縛されて楚の成王に武城で面会した。成王は逢伯の進言を容れて、僖公の縛めを解き、帰国させた。